# Jakub Bartkowski
Jakub Bartkowski (Łódź, 7 novembre 1991) è un calciatore polacco, difensore del Warta Poznań.

## Carriera

### Club
Ha giocato nella prima divisione polacca.

### Nazionale
Ha giocato nelle nazionali giovanili polacche Under-20 ed Under-21.